# Germán Aceros
Germán Aceros   (Bucaramanga, 30 de setembre de 1938 - Floridablanca, 29 d'octubre de 2018) fou un futbolista colombià de la dècada de 1960.
Fou cinc cops internacional amb la selecció de futbol de Colòmbia amb la qual participà a la Copa del Món de Futbol de 1962.
Pel que fa a clubs, defensà els colors de Atlético Bucaramanga, Millonarios, Deportivo Cali, Independiente Medellín i Deportivo Pereira.
Un cop es retirà fou entrenador als clubs Bucaramanga, Deportes Tolima, Liga del Magdalena i Independiente Medellín a Colòmbia, a més de Minervén a Veneçuela.